# Gymnodia differa
Gymnodia differa är en tvåvingeart som beskrevs av Couri, Pont och Penny 2006. Gymnodia differa ingår i släktet Gymnodia och familjen husflugor.
Artens utbredningsområde är Madagaskar. Inga underarter finns listade i Catalogue of Life.